# Волості М'янми
Волость (бірм. မြို့နယ်) — адміністративна одиниця М'янми має три рівня. Області і штати діляться на райони (kayaing), які в свою чергу складаються з міст (мьо) і сільських волостей (мьоне; township/subdistrict). Міста діляться на міські квартали (якве), волості — на групи сіл (чейюа).
На 2007 рік, існувало 325 волостей.